# Nikolaj Torp Larsen

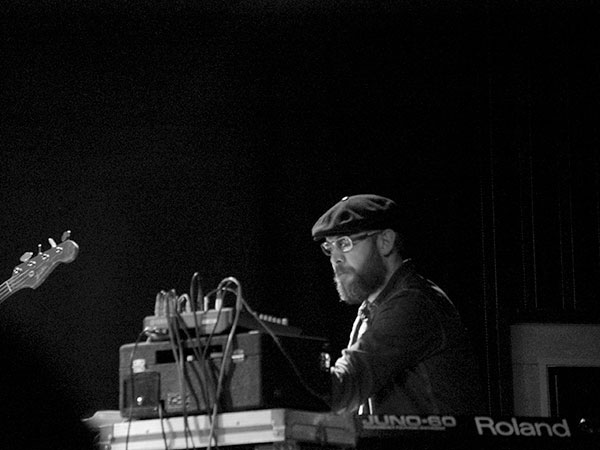
Nikolaj Torp-Larsen (2013)

Nikolaj Torp Larsen (* 1973) ist ein dänischer Fusionmusiker (Keyboards, Hammond-Orgel, Komposition).

## Wirken
Larsen begann mit 17 Jahren, professionell als Musiker zu arbeiten. Als Mitglied der Jazzband Once Around the Park um Jakob Dinesen und Anders Christensen war er an deren Alben seit 1992 beteiligt. Daneben trat er der Band Krajn bei, aus der Cirkus wurde; 1996 zog er mit den anderen Mitgliedern Kristoffer Sonne, Anders Christiensen, Rune Funch und Jakob Illeborg nach Großbritannien. Die Band änderte ihren Namen erneut in Warwick Avenue und wurde von Columbia Records unter Vertrag genommen; 2005 erschien ihr Album mit dem Titel Let It Out, bevor die Band sich auflöste.
Larsen war ab 2006 als Studiomusiker an vielen von Martin Terefe produzierte Aufnahmen beteiligt, später auch an Sessions mit dem Produzenten Paul Epworth; er ist auf mehr als 70 Alben von Künstlern wie James Morrison, Yusuf Islam, Klaus Voormann, Donovan, Milton Nascimento, Elton John, Adele, Katie Melua, Lana Del Rey oder Kira Skov beteiligt.
2009 wurde Larsen Teil von The Specials, wo er Jerry Dammers ersetzte, und tourte weltweit mit der Band; er ist auch an ihren Alben Encore (2017) und Protest Songs 1924–2012 (2022) beteiligt. Zudem wirkte er mit anderen Musikern an dem von Bitches Brew inspirierten und von Terefe coproduzierten Album London Brew mit, das 2023 bei Concord Jazz erschien und mit dem Preis der deutschen Schallplattenkritik ausgezeichnet wurde. Weiterhin arbeitete er mit Hans Ulrik.
Als Filmkomponist trug Larsen bei zu Werken wie The Idealist – Geheimakte Grönland (2015), Borg/McEnroe (2017) und QEDA (2017).